# بلوندی (آلبوم)
بلاندی (به انگلیسی: Blondie)، نام آلبوم آغازین گروه آمریکایی موج نو، بلاندی، است که در سال ۱۹۷۶ به وسیلهٔ شرکت پرایوت استاک رکوردز منتشر شد. اولین تک‌آهنگ، «اکس-افندر» در اصل «سکس افندر» نام داشت، اما به دلیل آن‌که رادیوها آهنگی را با چنین عنوان بحث‌انگیز پخش نمی‌کنند، گروه، نام ترانه را تغییر داد. پس از فروش ناامیدکننده و محبوبیت اندک، قرارداد بلاندی از طرف ناشر فصل شد.